# Liste der Kulturdenkmäler in Sien
In der Liste der Kulturdenkmäler in Sien sind alle Kulturdenkmäler der rheinland-pfälzischen Ortsgemeinde Sien aufgeführt. Grundlage ist die Denkmalliste des Landes Rheinland-Pfalz (Stand: 12. Juni 2023).

## Denkmalzonen
| Bezeichnung                    | Lage                              | Baujahr  | Beschreibung                                                                                       | Bild            |
| ------------------------------ | --------------------------------- | -------- | -------------------------------------------------------------------------------------------------- | --------------- |
| Denkmalzone Jüdischer Friedhof | südöstlich des Ortes im Wald Lage | vor 1841 | vor 1841 angelegt; 48 Grabsteine in situ, 1847 bis 1937, überwiegend hebräisch-deutsch beschriftet | Fotos hochladen |

## Einzeldenkmäler
| Bezeichnung                            | Lage                                        | Baujahr  | Beschreibung | Bild            |
| -------------------------------------- | ------------------------------------------- | -------- | --- | --------------- |
| Grabmäler                              | Fürst-Dominik-Straße, auf dem Friedhof Lage | 1888     | Grabmal Friedrich Schmidt, 1888, abgehauener Eichenstamm; zwei Kruzifixe, Gusseisen | Fotos hochladen |
| Katholische Pfarrkirche St. Laurentius | Fürst-Dominik-Straße Lage                   | 1892/93  | zweischiffige Hallenkirche, neugotischer Rotsandsteinbau, 1892/93, Architekt Walther, Lauterecken; mit Ausstattung; Missionskreuz | Fotos hochladen |
| Wohnhaus                               | Fürst-Dominik-Straße 24 Lage                | vor 1850 | L-förmiges, steilgiebeliges Bauernhaus, bezeichnet 1850, im Kern sicher älter | Fotos hochladen |
| Schloss Sien                           | Fürst-Dominik-Straße 29 Lage                | 1771     | dreigeschossiger Mansardwalmdachbau, übergiebelter Mittelrisalit, 1771, Architekt Johann Thomas Petri, Kirn | Fotos hochladen |
| Evangelisches Gemeindezentrum          | Fürst-Dominik-Straße 33 Lage                | 1830     | ehemaliges evangelisches Pfarrhaus; 1830, Umbau zum Gemeindezentrum 1971, Architekt Otto Vogel, Trier | Fotos hochladen |
| Quereinhaus                            | Im Winkel 10 Lage                           | 1856     | stattliches Quereinhaus, bezeichnet 1856 | Fotos hochladen |
| Bürgermeisterei                        | In der Hohl 11 Lage                         | 1860     | ehemalige Bürgermeisterei; siebenachsiger Putzbau mit Kniestock, 1860 | Fotos hochladen |
| Evangelische Pfarrkirche               | Kirchweg Lage                               | 1768     | Saalbau, Westturm mit doppelter welscher Haube, 1768, Architekt Johann Thomas Petri, Kirn; Orgel, 1870 von Georg Karl Ernst Stumm, Sulzbach; Wappengedenkstein Ritter von Sien, 1560; zugehörig: evangelisches Pfarrhaus (Fürst-Dominik-Straße 33) | Fotos hochladen |
| Quereinhaus                            | Schloßstraße 4 Lage                         | 1806     | barockes Quereinhaus, bezeichnet 1806, wohl älter | Fotos hochladen |
| Brücke                                 | Sickingerstraße, bei Nr. 9 Lage             | 1927     | flachbogige Brücke, Gelbsandstein, bezeichnet 1927 | Fotos hochladen |
| Wegekreuz                              | westlich des Ortes Lage                     |          | Prozessionskreuz, Gelbsandstein | Fotos hochladen |